# Carl Burmester (Widerstandskämpfer, 1901)
Carl Burmester (* 12. März 1901 in Hamburg; † 17. September 1934 ebenda) war ein deutscher Schiffszimmermann und kommunistischer Widerstandskämpfer gegen den Nationalsozialismus. Er wurde 1934 nach einem Verhör im Hamburger Gestapohauptquartier von Beamten eine Treppe hinuntergestürzt und erlag kurz darauf seinen Verletzungen. Aus seinem Freundeskreis gingen nach dem Krieg etliche prominente Hamburger Sozialdemokraten hervor.

## Leben
Carl Burmester entstammte einer Arbeiterfamilie und erlernte den Beruf des Schiffszimmermanns. Er war in der sozialistischen Jugendbewegung aktiv. Dort lernte er seine spätere Ehefrau Charlotte Clausen (1903–1979) kennen, eine ausgebildete Gärtnerin und „zu dieser Zeit das erste Mädchen in Schleswig-Holstein mit einer abgeschlossenen Gehilfenprüfung“, die damals für den Hamburger Bankier Max Warburg arbeitete. Unter ihrem Einfluss trat er in die KPD ein. Obwohl sie ein Kind von ihm erwartete, heirateten die beiden zunächst nicht; Charlotte brachte ihre Tochter Greta in der Landkommune Harxbüttel zur Welt. Greta schrieb dazu 2006: 

„Meine Eltern lernten sich in einer SAJ-Gruppe in Blankenese kennen, die sich bei dem jüdischen Sozialdemokraten Berendsohn traf. Sie liebten sich und wollten unbedingt Kinder haben, aber sie wollten vorläufig nicht heiraten, um das 1924 in Kraft getretene Jugendwohlfahrtsgesetz auf die Probe [zu] stellen.
Das war auch der Grund, weswegen wir in Harxbüttel landeten, denn eine unverheiratete, werdende Mutter war ein schlechtes Vorbild für die Töchter der Warburgs.“

 Die junge Familie blieb dort nicht lange, und Charlotte Clausen und Carl Burmester haben, vermutlich 1925, doch noch geheiratet.
Carl Burmester lebte mit seiner Familie Anfang der 30er Jahre in einer alten Kate aus dem Jahre 1826 im Zentrum von Fuhlsbüttel, später wohnten sie am Wiesendamm in Hamburg-Winterhude. Freundschaftliche Beziehungen bestanden zu Paul Nevermann und dessen Familie und zu dem Maler Heinrich Vogeler aus Worpswede. Die Kinder verbrachten regelmäßig ihre Sommerferien dort auf dem Barkenhoff, einem Kinderheim der Roten Hilfe.
Nach der Machtergreifung der Nationalsozialisten arbeitete Carl Burmester weiter für die verbotene KPD und verteilte illegale Flugschriften. Bereits im März 1933 wurde er eine Zeit lang in „Schutzhaft“ genommen. Nach seiner Haftentlassung verweigerte er die von den Nationalsozialisten gesetzten Auflagen und setzte als „U-Boot“ seine Widerstandsarbeit fort. Charlotte Burmester wurde daraufhin in Geiselhaft genommen und dabei so schwer misshandelt, dass sie noch Jahre später „so häufig krank [war], dass ihre Tochter Greta ihren Beruf als Familienfürsorgerin aufgab“.
Carl Burmester war der Leiter einer illegalen KPD-Organisation im Bereich der Seeleute und Hafenarbeiter.
Im Sommer 1934 wurde er nach Verrat durch einen Gestapo-Spitzel erneut verhaftet. Etwa zwei Monate später wurde er während eines Verhörs im Stadthaus wieder gefoltert und anschließend die Treppe hinuntergestürzt. Dabei wurde er so schwer verletzt, dass er noch auf dem Transport ins Hafenkrankenhaus verstarb. In den Erinnerungen der Familie heißt es, sein dorthin geeilter Vater habe ihn „nur noch tot sehen“ können.
Seine Frau konnte später mit der Tochter Greta und dem Sohn Jens-Peter nach Schweden fliehen. Dort begegnete sie Herbert Wehner, den sie 1944 heiratete. Nach Charlotte Wehners Tod 1979 heiratete Wehner 1983 seine Stieftochter Greta Burmester. Dadurch wurde Carl Burmester noch formell der Schwiegervater von Herbert Wehner.

## Ehrungen

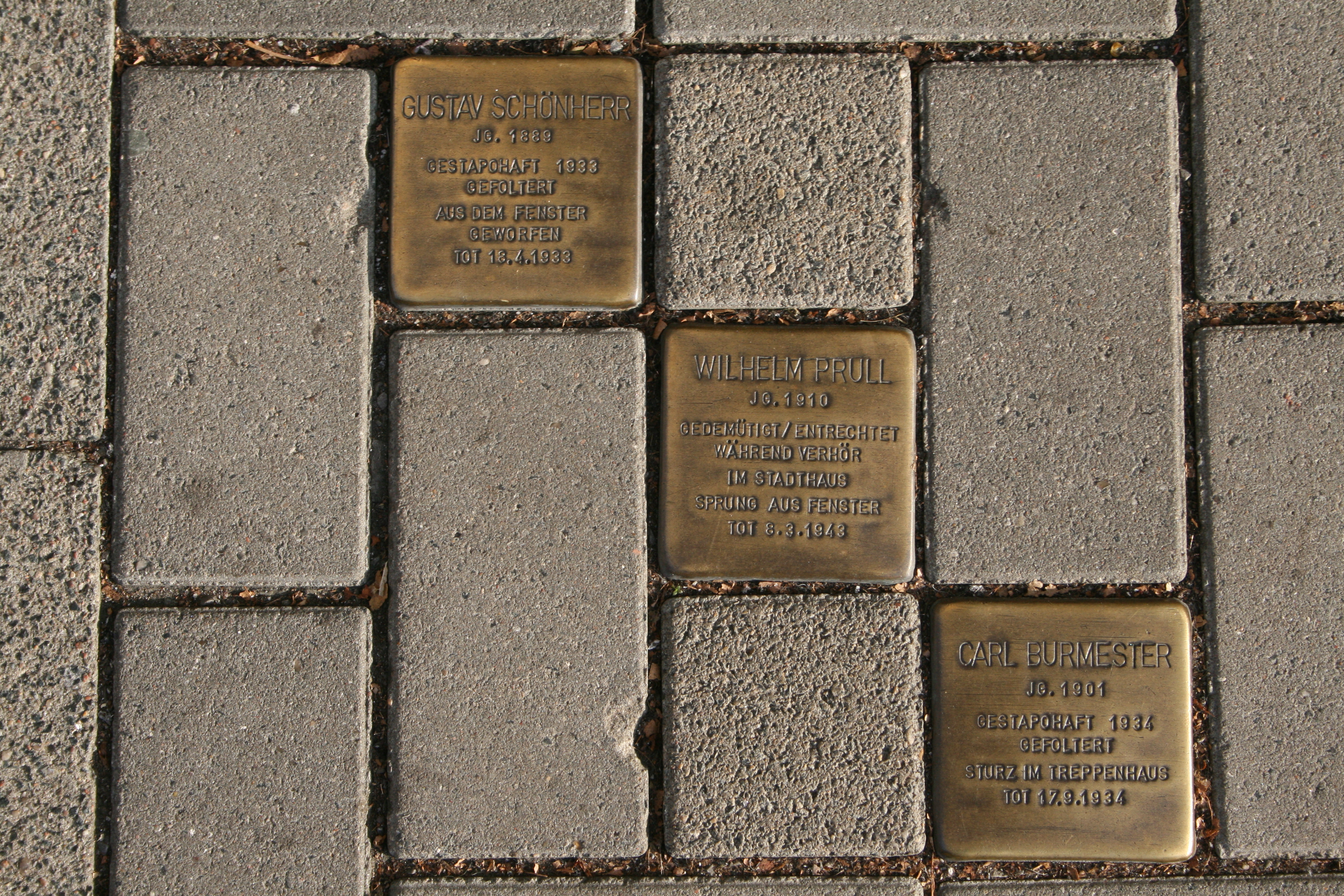
Stolpersteine für Gustav Schönherr, Carl Burmester und Wilhelm Prull

2009 verlegte die Stadt Hamburg einen Stolperstein im Gedenken an Carl Burmester vor dem Haupteingang des Gebäudes Stadthausbrücke 8, dem ehemaligen Gestapohauptquartier in Hamburg und späteren Sitz der Behörde für Stadtentwicklung und Umwelt. Die Inschrift des Stolpersteins lautet: CARL BURMESTER, JG. 1901, GESTAPOHAFT 1934, GEFOLTERT, STURZ IM TREPPENHAUS, TOT 17.9.1934.